# Darkspore
Darkspore (též Dark Spore) je počítačová hra na hrdiny typu RPG od vývojářského studia Maxis. Hlavním úkolem v Darkspore je projít jednotlivými levely, přičemž v každém z nich si vyberete svou vlastní jednotku čítající tři bojovníky. Ty si můžete upravovat v editoru postav inspirovaném hrou Spore, předchozím počinem Maxisu.
Hru vydala společnost Electronic Arts pro OS Windows 26. dubna 2011 v Severní Americe a o dva dny později i v Evropě.
Společnost EA, provozující herní servery Darkspore, k 1. březnu 2016 bez náhrady ukončila provoz on-line služeb Darkspore. Jelikož Darkspore (včetně edic na DVD nosiči) obsahuje agresivní on-line DRM ochranu a vyžaduje trvalé on-line připojení k herním serverům i v single player misích, stala se tak tato hra zcela nehratelná (spouštěč zabrání jejímu spuštění). EA tak dokončila rituální vraždu Darkspore a znemožnila komukoliv hrát tuto hru. V jednom článku pak PC Gamer nastoluje otázku, zda je vhodné tímto způsobem uživatelům (v podstatě) sebrat hru, za kterou poctivě zaplatili. A jen pro sebe si posteskne, že na tato volání vývojáři a vydavatelé (v zájmu svých zisků - pozn. překl.) většinou neslyší. Přestože tato ztráta nebude u Darkspore nejspíš tragická, je to stále nepříjemné a v principu špatně, uzavíra PC Gamer.

## Příběh
Po věky Crogenitorové vládli galaxii, transformovali a předělávali ji tak, jak se jim zlíbilo. Ve své nekontrolovatelné aroganci ale vytvořili něco, co se jim vymklo z rukou – Darkspore. Nyní je galaxie v obležení. Darkspore začalo používat síly E-DNA k přeměně obyvatel planet na bezmyšlenkovité otroky, jejichž jediným cílem je ovládnout všechny ostatní planety. Jsi uprchlíkem z Darkspore již od začátku tisíciletí. Ale objevila se nová možnost, možnost, která by mohla překazit plány Darkspore. Teď je to na tobě: vést boj proti Darkspore a zachránit galaxii.